# Colorado Rapids
Colorado Rapids és un club de futbol professional de la ciutat de Denver, situat al suburbi de Commerce City (Colorado, Estats Units). Equip de la Major League Soccer des de 1996.
La seva seu és el Dick's Sporting Goods Park, un nou estadi específic de futbol inaugurat el 2007, abans jugava a l'INVESCO Field at Mile High, l'estadi dels Denver Broncos de l'NFL. Els seus colors són el morat, el blau cel i el gris. Juga amb samarreta morada i pantalons blancs.
Fundat el 1995, és un dels clubs fundadors de l'MLS. L'equip va guanyar una Copa MLS l'any 2010 i ha perdut dues finals. El 1997 va aconseguir arribar a la final de la Copa MLS però va perdre 2-1 amb el DC United. El 1999 va aconseguir arribar a la final de la US Open Cup, però va perdre 2-0 amb el Rochester de la segona divisió. I a la final de la Copa MLS de la temporada 2010 va aconseguir guanyar al FC Dallas per 2-1.

## Estadis
- Mile High Stadium (1996–2001)
- INVESCO Field at Mile High (2002–2006)
- Dick's Sporting Goods Park (2007–present)

## Propietaris
- Anschutz Entertainment Group (1996–2004)
- Kroenke Sports Enterprises (2004—)

## Palmarès
- Copa MLS (1): 2010
- MLS Reserve Division (2): 2006, 2007

## Entrenadors
- Bobby Houghton (1996)
- Roy Wegerle (1996, interí)
- Glenn Myernick (1997–2000)
- Tim Hankinson (2001–2004)
- Fernando Clavijo (2005–2008)
- Gary Smith (2008-)

## Futbolistes destacats
| - Junior Agogo (2000–2001) - Marcelo Balboa (1996–2001) - Shaun Bartlett (1996–1997) - Kyle Beckerman (2002–2007) - Dedi Ben Dayan (2005–2006) - Nat Borchers (2003–2005) - Paul Bravo (1997–2001) - José Cancela (2007-2008) - Joe Cannon (2003–2006) - Mark Chung (2002–2005) - Bouna Coundoul (2005–2009) - Robin Fraser (2001–2003) - Dan Gargan (2005–2008) - Gilles Grimandi (2003) | - Marcus Hahnemann (1997–1999) - Denis Hamlett (1996) - Chris Henderson (1996–1998; 2002–2005) - Aitor Karanka (2006) - Jovan Kirovski (2005-2008) - Anders Limpar (1999–2000) - Clint Mathis (2006) - Alain Nkong (2005–2006) - Adrian Paz (1997–1998) - John Spencer (2001–2004) - Steve Trittschuh (1996–1999) - Carlos Valderrama (2001–2002) - Jorge Dely Valdes (1999–2000) - Chris Woods (1996) |